# Oligodon trilineatus
Espèce
Synonymes
- Simotes trilineatus Duméril, Bibron & Duméril, 1854

Statut de conservation UICN

 LC  : Préoccupation mineure
Oligodon trilineatus est une espèce de serpent de la famille des Colubridae.

## Répartition
Cette espèce est endémique d'Indonésie. Elle se rencontre sur les îles de Nias et de Sumatra.

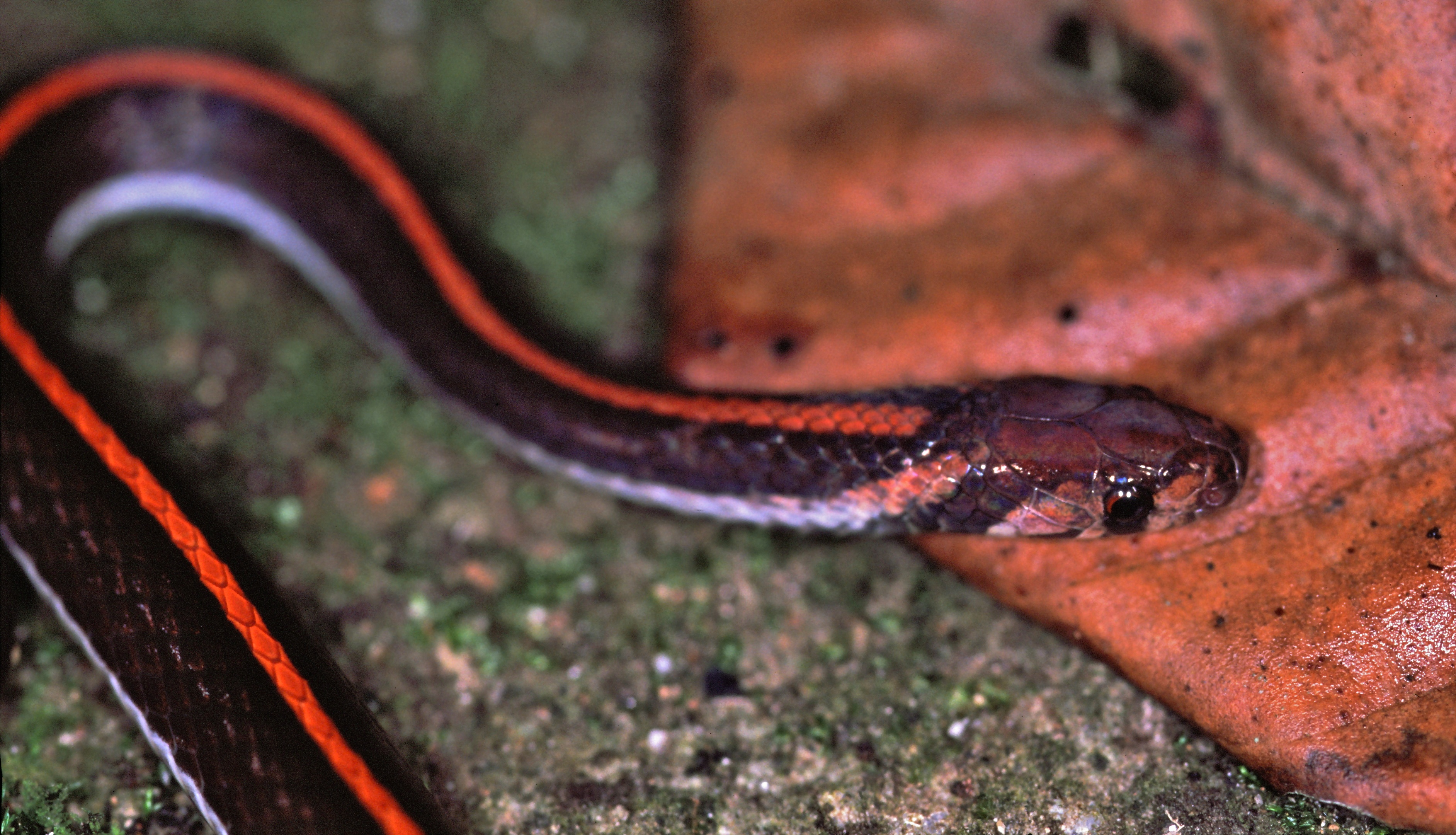

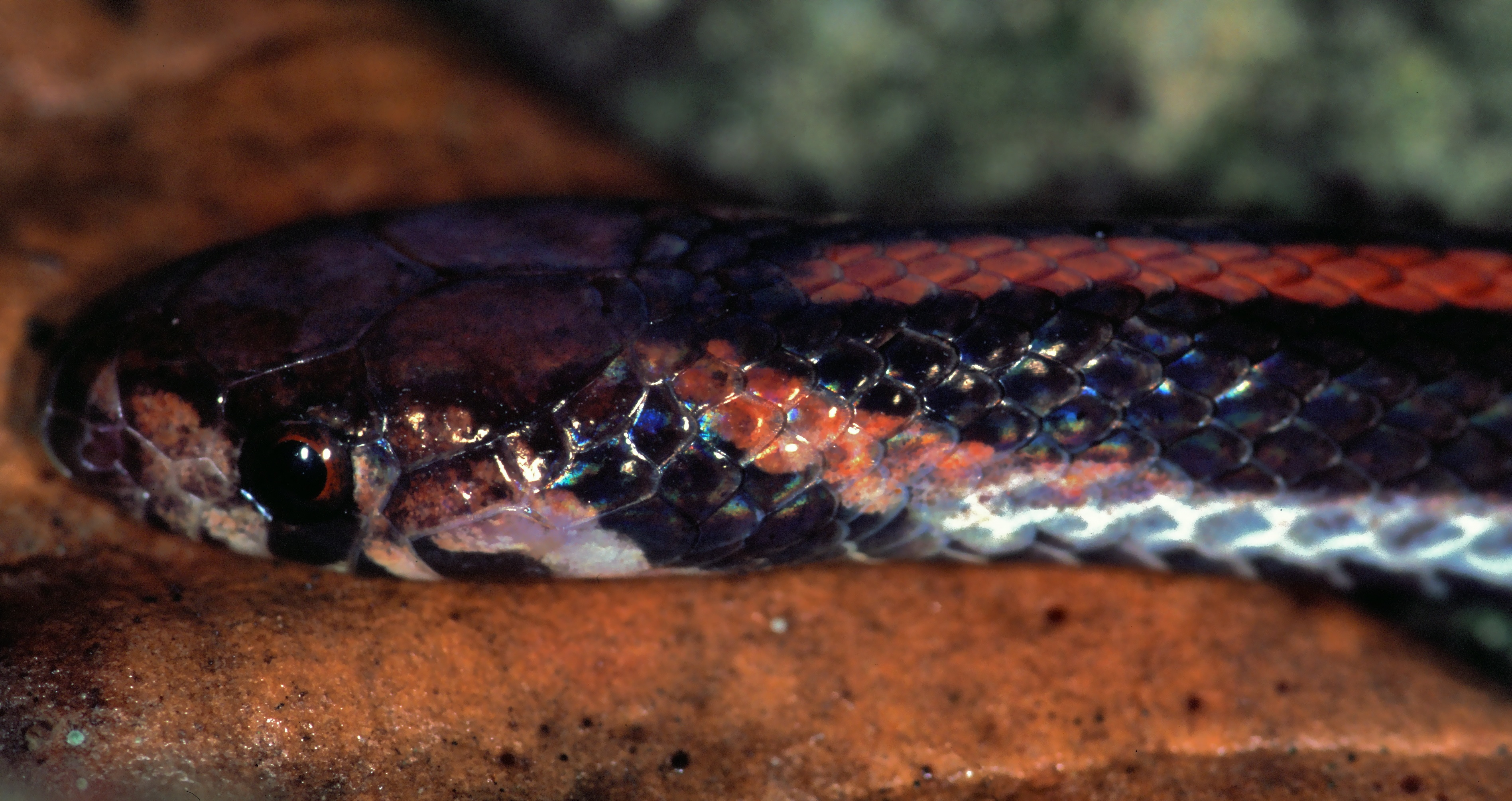

## Publication originale
- Duméril, Bibron & Duméril, 1854 : Erpétologie générale ou histoire naturelle complète des reptiles. Tome septième. Première partie, p. 1-780 (texte intégral).